# Anopinella choko
Anopinella choko là một loài bướm đêm thuộc họ Tortricidae. Loài này có ở Colombia.
Chiều dài cánh trước khoảng 7.7 mm.